# Fitoelement
Fitoelementele reprezintă o arie largă de compuși prezenți în plante, cu rol în prevenirea unor boli.
Cumarinele descoperite în vegetale ca pătrunjelul, lemnul dulce, citricele sunt diluante naturale ale sângelui și previn apariția cheagurilor.
Indoles, prezente în crucifere, adică varză, broccoli previn cancerul de sân, deoarece blochează acțiunea unor estrogeni care pot determina creșterea tumorilor.
Acidul elagic din cireșe, struguri, căpșuni au rol anticangerigen.
Fitații din cereale dezactivează compușii steroizi care duc la apariția tumorilor.
Pectinele din mere și grepfrut scad colesterolul și au rol de protecție împotriva diabetului.